# SAOCOM
SAOCOM (Satélite Argentino de Observación Con Microondas) es un sistema de dos satélites de observación terrestre de la agencia espacial de Argentina, CONAE. Están equipados con un radar de apertura sintética interferométrico (SAR, por su acrónimo en inglés) polarimétrico en banda L de 1.275 GHz y una antena desplegada de 35 m², lo que los convierte en las antenas más grandes de uso civil en el espacio. La misión consiste en la puesta en órbita de dos satélites, SAOCOM 1A y SAOCOM 1B, básicamente similares que conformarán una constelación, por la necesidad de obtener revisitas adecuadas de distintos sectores de la tierra. 
El lanzamiento del SAOCOM 1A fue realizado el 7 de octubre de 2018 a las 23:21 HOA, mientras que el  SAOCOM 1B fue lanzado el 30 de agosto de 2020 a las 20:18 hora oficial argentina, desde Cabo Cañaveral.
Dos de estos satélites en conjunto con cuatro satélites COSMO-SkyMed equipados con SAR de banda X de la Agencia espacial italiana, ASI, conformarán la constelación Sistema Ítalo Argentino para la Gestión de Emergencias (SIASGE).

## Historia

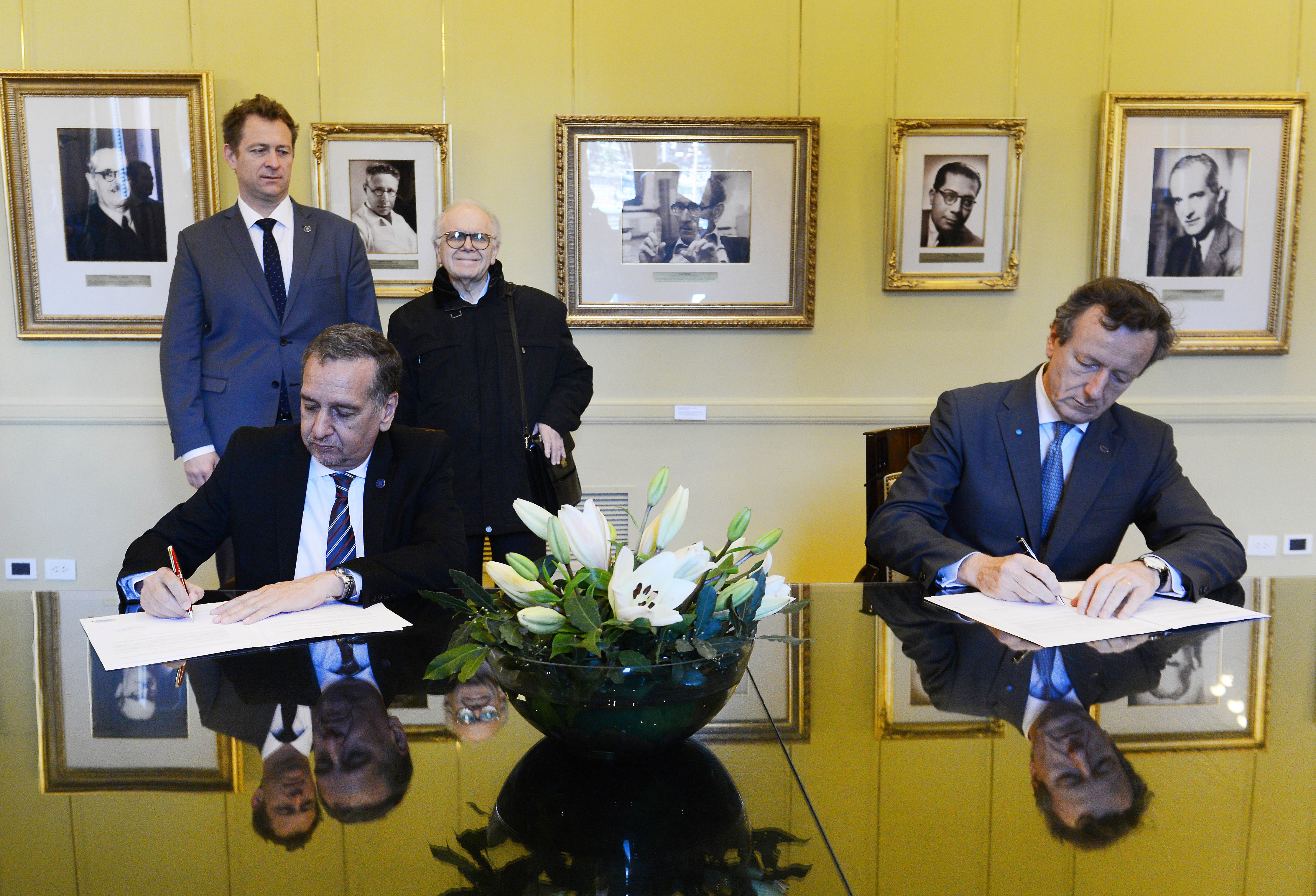
Lino Barañao, Agustín Campero, Conrado Varotto y Roberto Battiston firman el acuerdo de renovación del sistema SIASGE en mayo de 2016.

El proyecto SAOCOM fue presentado en el año 1998, a pedido del Instituto Nacional de Tecnología Agropecuaria y la Secretaría de Agricultura de la Nación, con el objetivo de brindar información de suelos, aguas y vegetación, así como prevención y gestión de catástrofes mediante observaciones con su radar en banda L.
Desde 1992, la CONAE y la Agencia Espacial Italiana colaboraron juntos en los proyectos SAC-B y SAC-C. Al mismo tiempo que la CONAE anunciaba el proyecto SAOCOM, Italia comenzó a desarrollar el proyecto Cosmo-SkyMed de similares características, aunque con un rol dual (civil y militar) y antena radar de banda X. Las buenas relaciones entre las agencias llevó a una serie de reuniones preliminares que se llevaron a cabo a fines de los 90 e inicios de los 2000, en las que se asentaron las bases de lo que sería el SIASGE, Sistema Ítalo Argentino de Satélites para la Gestión de Emergencias. Dicho sistema, que fue firmado en julio de 2005, permite compartir la información obtenida por los satélites argentinos e italianos así como el uso de estaciones terrenas. El acuerdo fue renovado en mayo de 2016.
En junio de 2002, el SAOCOM 1A superó la Revisión Preliminar de Diseño. Dicha revisión se llevó a cabo en el Centro Espacial Teófilo Tabanera, con presencia de miembros de la CONAE, INVAP, NASA, AEB y la CNES. En su momento, se preveía la fecha de lanzamiento a fines del año 2004, algo que fue constantemente retrasado debido a la complejidad del proyecto y restricciones presupuestarias.
En octubre de 2008, el SAOCOM 1A volvió a realizar una segunda Revisión Preliminar de Diseño, la cual fue una vez más superada. A su vez, ese mismo año, la CONAE recibió un crédito del Banco Interamericano de Desarrollo para realizar el proyecto.
El 16 de abril de 2009, CONAE firmó con SpaceX un contrato de lanzamiento orbital para los satélites SAOCOM 1A y 1B mediante un cohete Falcon 9.
Las mantas térmicas que cubren el satélite fueron diseñadas y construidas por el Departamento de Aeronáutica de la Facultad de Ingeniería de la Universidad Nacional de La Plata. Los paneles solares fueron integrados por el Laboratorio Tandar de la CNEA. Mientras que el diseño de la antena radar fue realizado por el Instituto Argentino de Radioastronomía, siendo calificada e integrada por VENG. La empresa Ascentio Technologies desarrolló el centro de operaciones del satélite.
En el año 2012 se realizaron los primeros ensayos de las mantas térmicas en las cámaras de termovacío del Centro Espacial Teófilo Tabanera. En 2014 se realizaron nuevos ensayos de las mantas en los laboratorios de IABG.
En octubre de 2017, se finalizó de construir la plataforma de servicios del satélite, lo que permitió iniciar los primeros ensayos ambientales en CEATSA. En diciembre del mismo año, se completó la integración mecánica del satélite. Del 7 al 11 de mayo de 2018, se llevó a cabo la Revisión de la Calificación del Segmento Terreno de la misión en el Centro Espacial Teófilo Tabanera, la cual fue superada.
El 15 de julio de 2018 se cerró por última vez la antena radar de arreglos en fase del SAOCOM 1A, cerrando el ciclo de ensayos.
El 30 de julio de 2018, aterrizó en el Aeropuerto Internacional de Bariloche un Antonov An-124 de la empresa Volga-Dnepr Airlines, para retirar el satélite. El día siguiente por la madrugada, se inició el traslado satélite desde las instalaciones de INVAP hacia el aeropuerto. A las diez de la mañana se inició el proceso de cargar el satélite en el interior de la aeronave. 
El 1 de agosto de 2018, el Antonov An-124 despegó del aeropuerto, y tras realizar escalas en Santiago de Chile, Cancún y Los Ángeles, arribó a la Base de la Fuerza Aérea Vandenberg el 2 de agosto de 2018.
El 9 de agosto de 2018, se llevó a cabo la presentación y anuncio de lanzamiento del SAOCOM 1A en el Museo del Bicentenario. En el mismo acto, se realizó un homenaje a Conrado Varotto, exdirector Ejecutivo y Técnico de la CONAE.

#### Lanzamiento SAOCOM 1A
El lanzamiento del SAOCOM 1A estaba planeado para el sábado 6 de octubre, pero por pedido de la empresa SpaceX fue retrasado un día para llevar a cabo pruebas extras. Finalmente fue lanzado el 7 de octubre a las 23:21 hora oficial argentina.

#### Finalización del SAOCOM 1B
En mayo de 2019, finalizó la integración de la antena radar interferométrica del SAOCOM 1B, mientras que en agosto del mismo año finalizó la integración eléctrica de dicha antena, y se terminó de colocar las mantas térmicas que recubren el satélite. El 20 de febrero de 2020, se inició el traslado del satélite a Cabo Cañaveral, con la llegada del Antonov An-124 al Aeropuerto de Bariloche, aterrizando dos días después en Cabo Cañaveral, tras realizar una escala en Santiago de Chile.

#### Lanzamiento SAOCOM 1B
El lanzamiento, originalmente planeado para el 30 de marzo, debió ser postergado debido a restricciones creadas por la pandemia de enfermedad por coronavirus. El satélite permaneció en las instalaciones de Cabo Cañaveral, mientras que el equipo técnico regresó a Argentina.
La campaña de lanzamiento se reanudó en julio, y el lanzamiento fue realizado el 30 de agosto de 2020 a las 20:18 HOA.  Un cuarto de hora después del despegue, aproximadamente, se produjo la separación del satélite y tomó contacto con la primera estación que monitorea su viaje, ubicada en la ciudad de Lima, Perú. Tras verificarse la apertura de los paneles solares, inició el paso por la Estación Terrena Tierra del Fuego.

## Galería

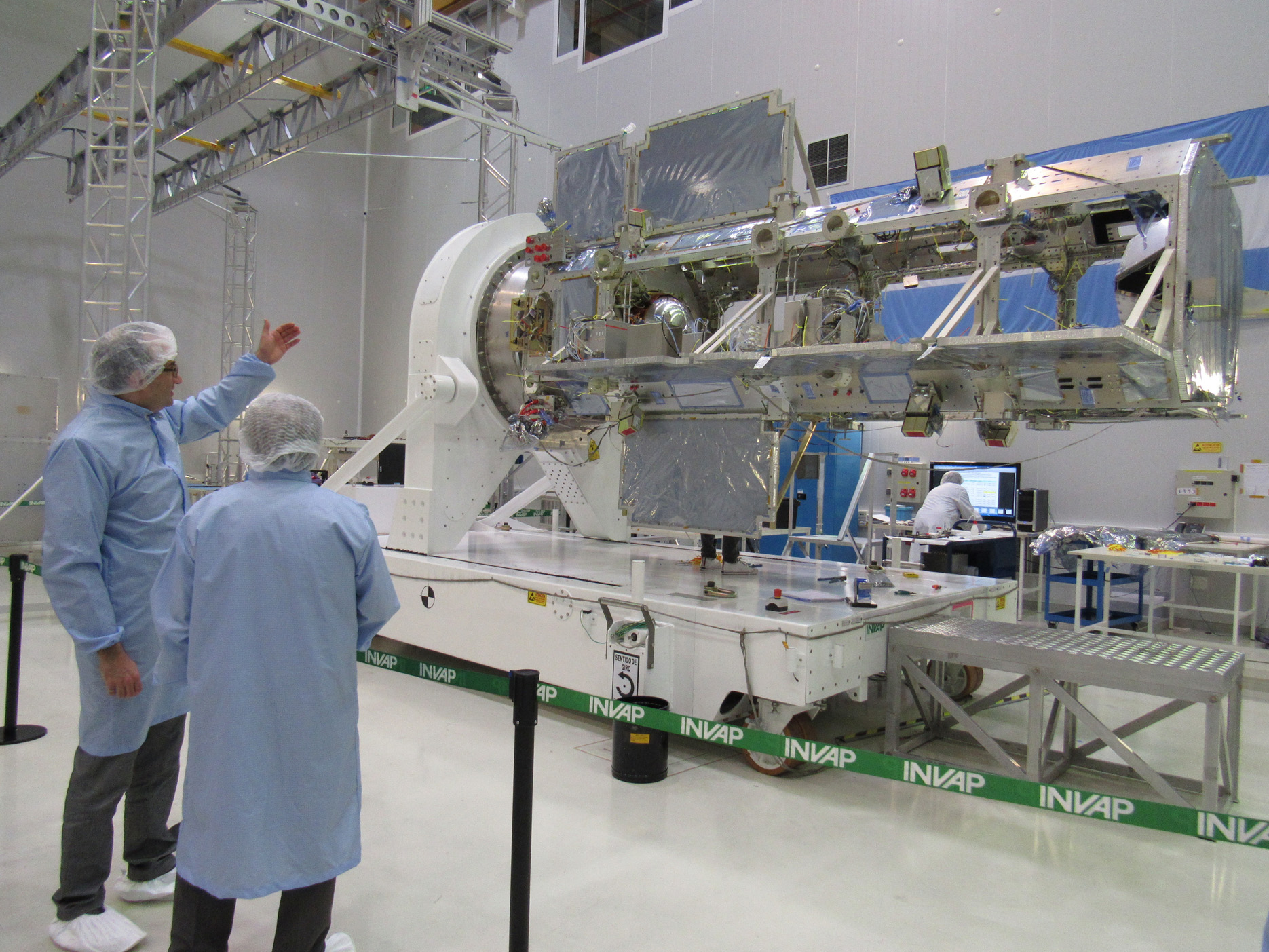
SAOCOM 1A en la sala limpia de INVAP, 31 de marzo de 2016.
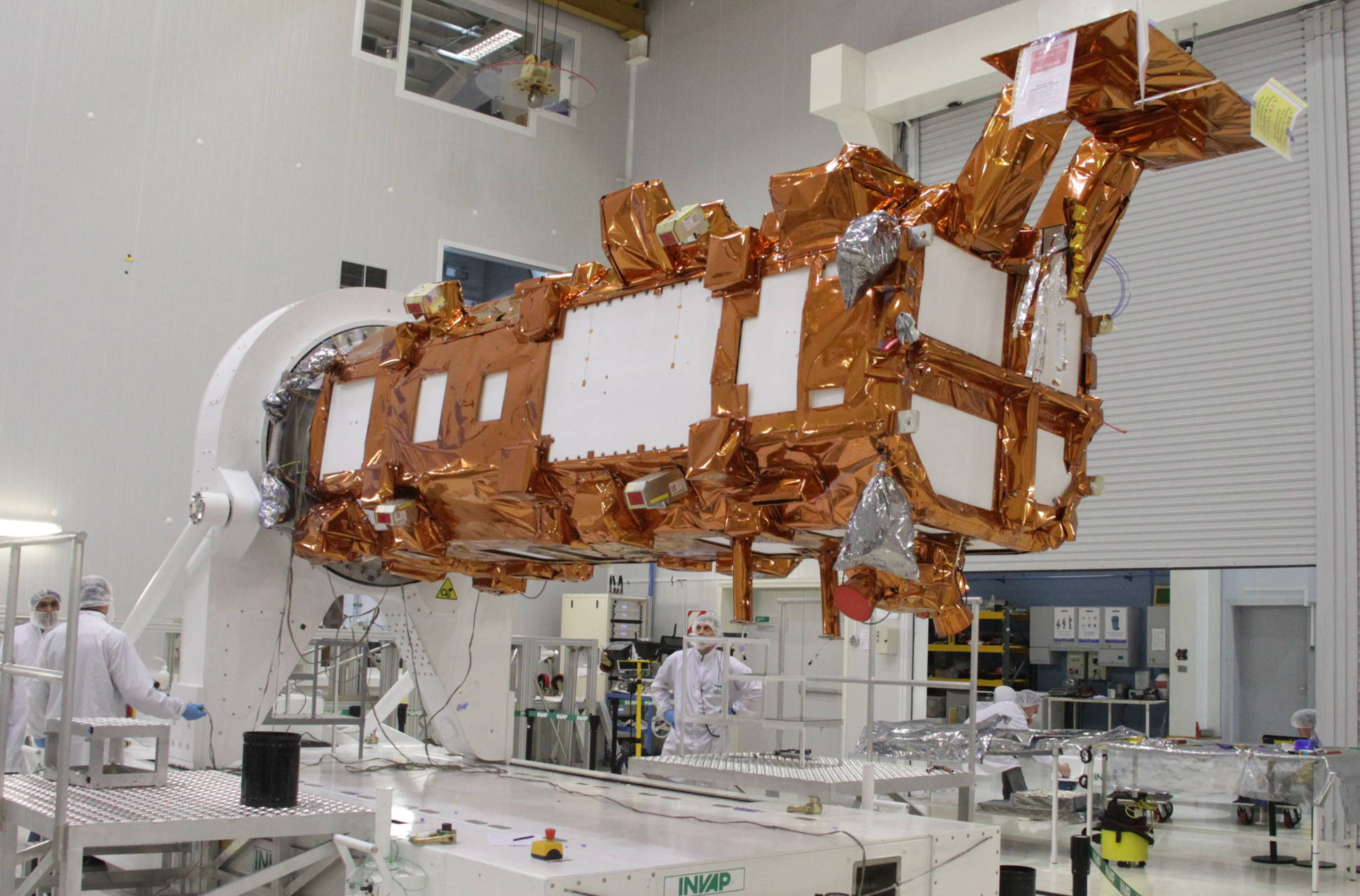
SAOCOM 1A en la sala limpia de INVAP, octubre de 2017.
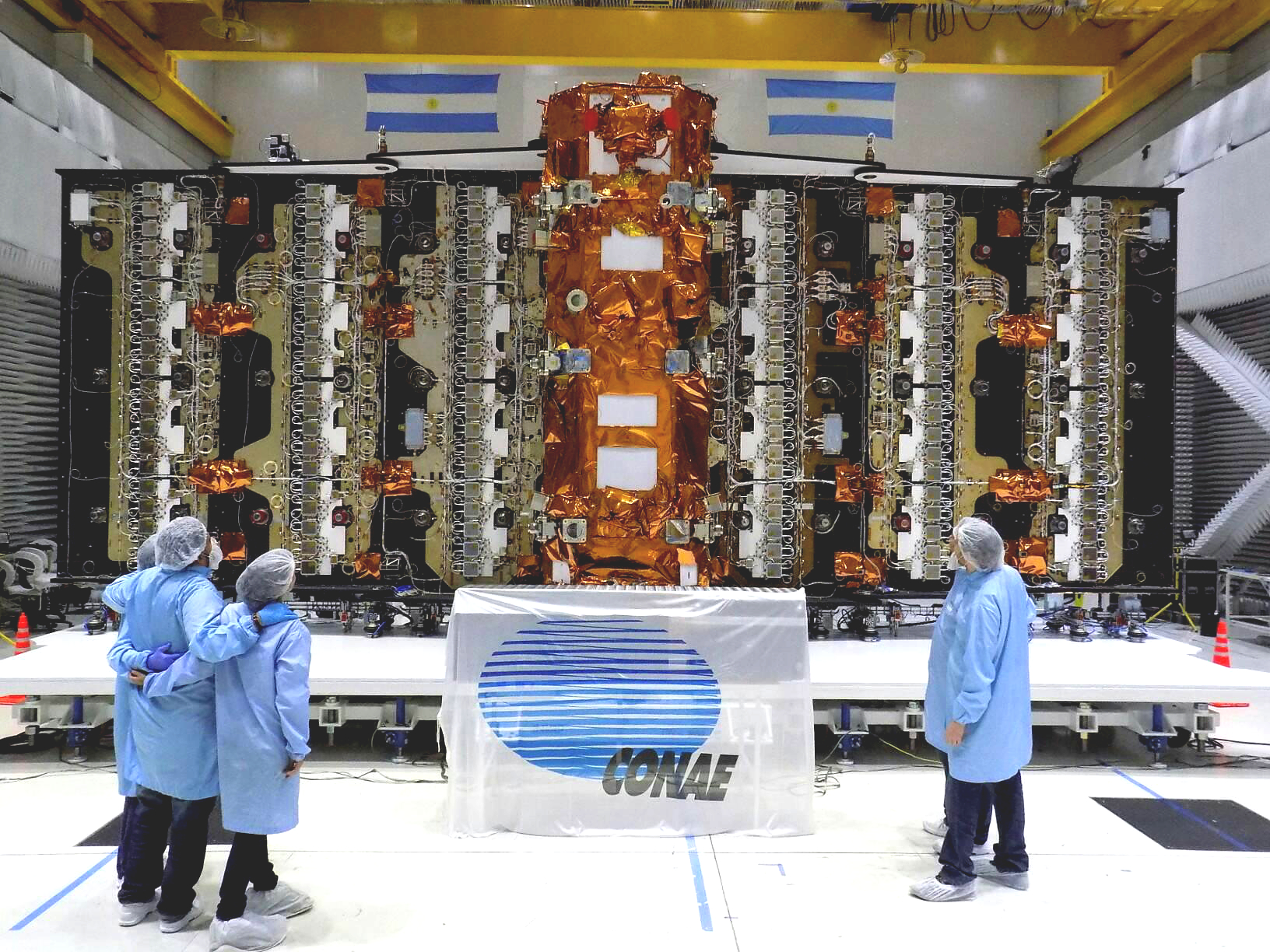
SAOCOM 1A tras la finalización de su integración, febrero de 2018.
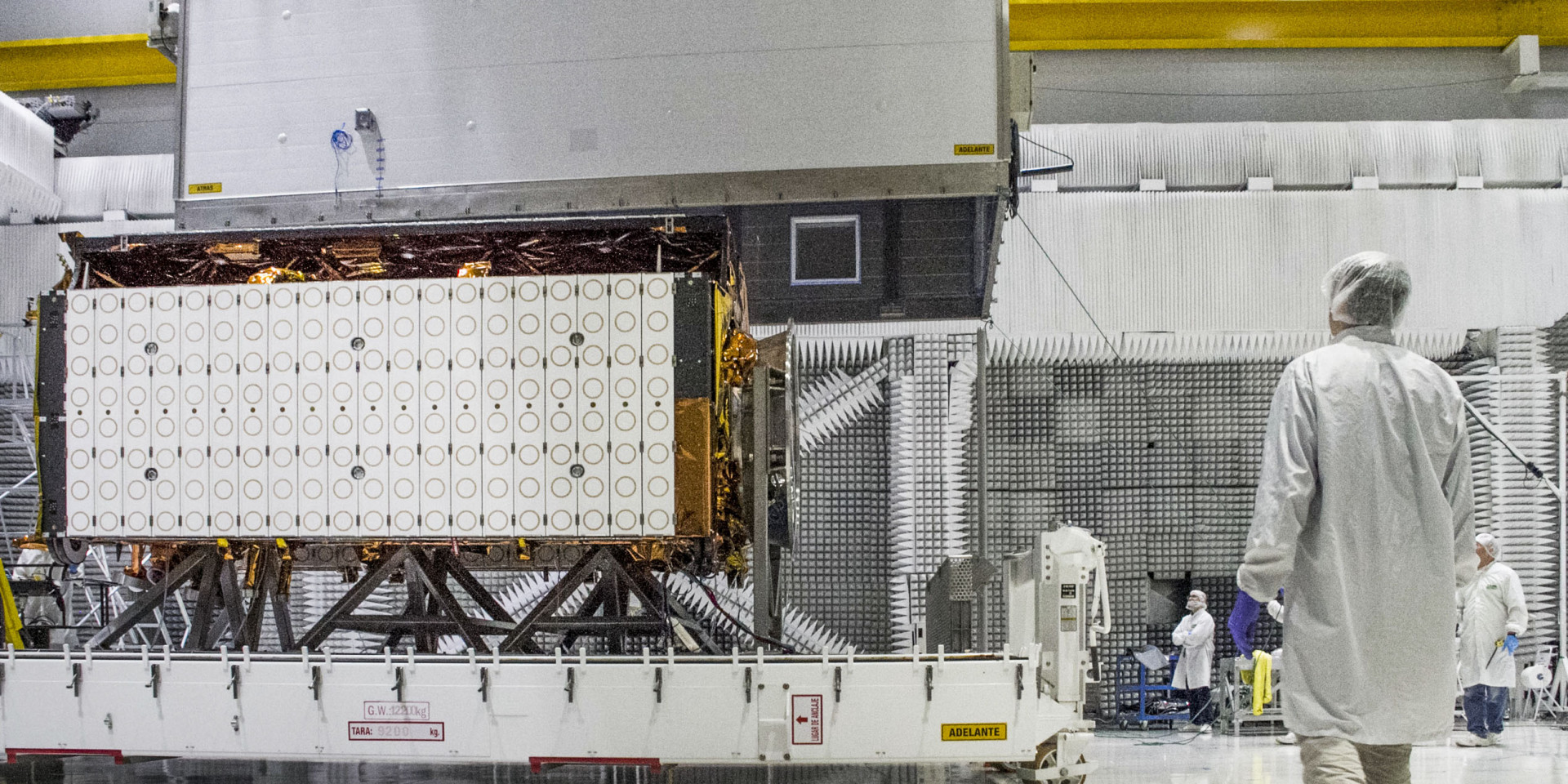
SAOCOM 1A siendo encapsulado en su contenedor para su transporte a Vandenberg, julio de 2018.
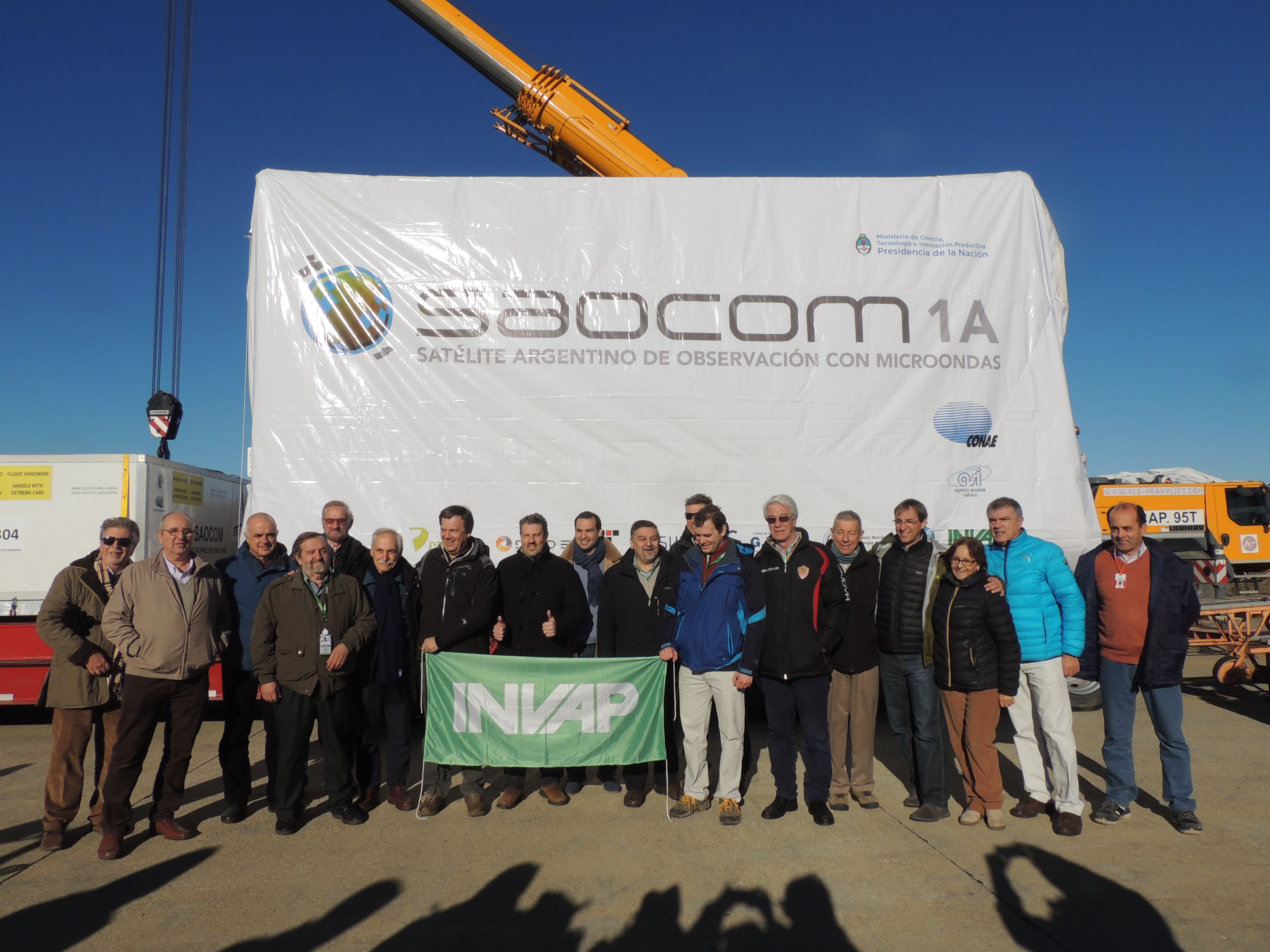
Miembros de INVAP junto al contenedor del SAOCOM antes de su viaje a Vandenberg, 31 de julio de 2018.
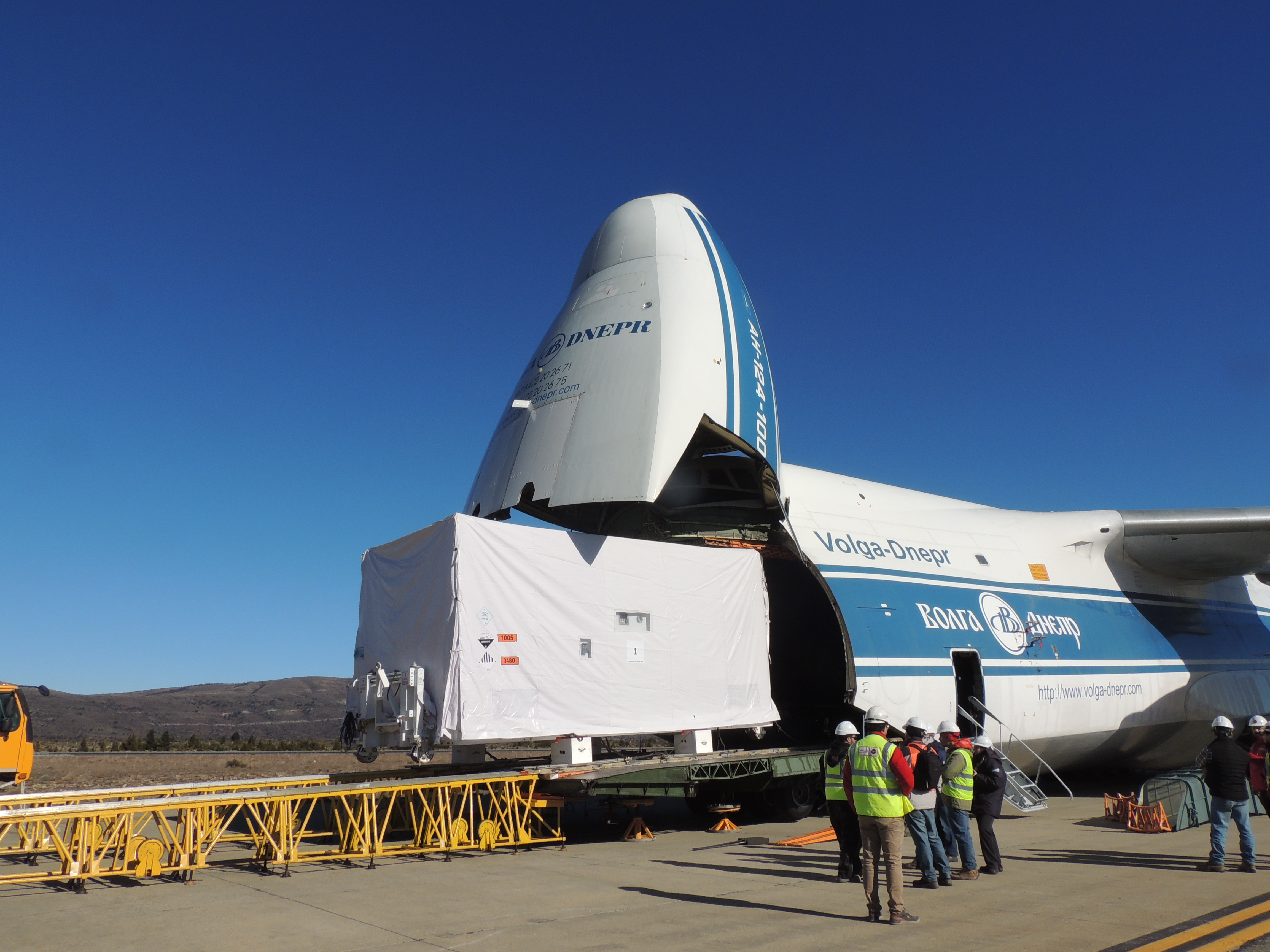
SAOCOM 1A siendo cargado en el interior del AN-124-100, 31 de julio de 2018.
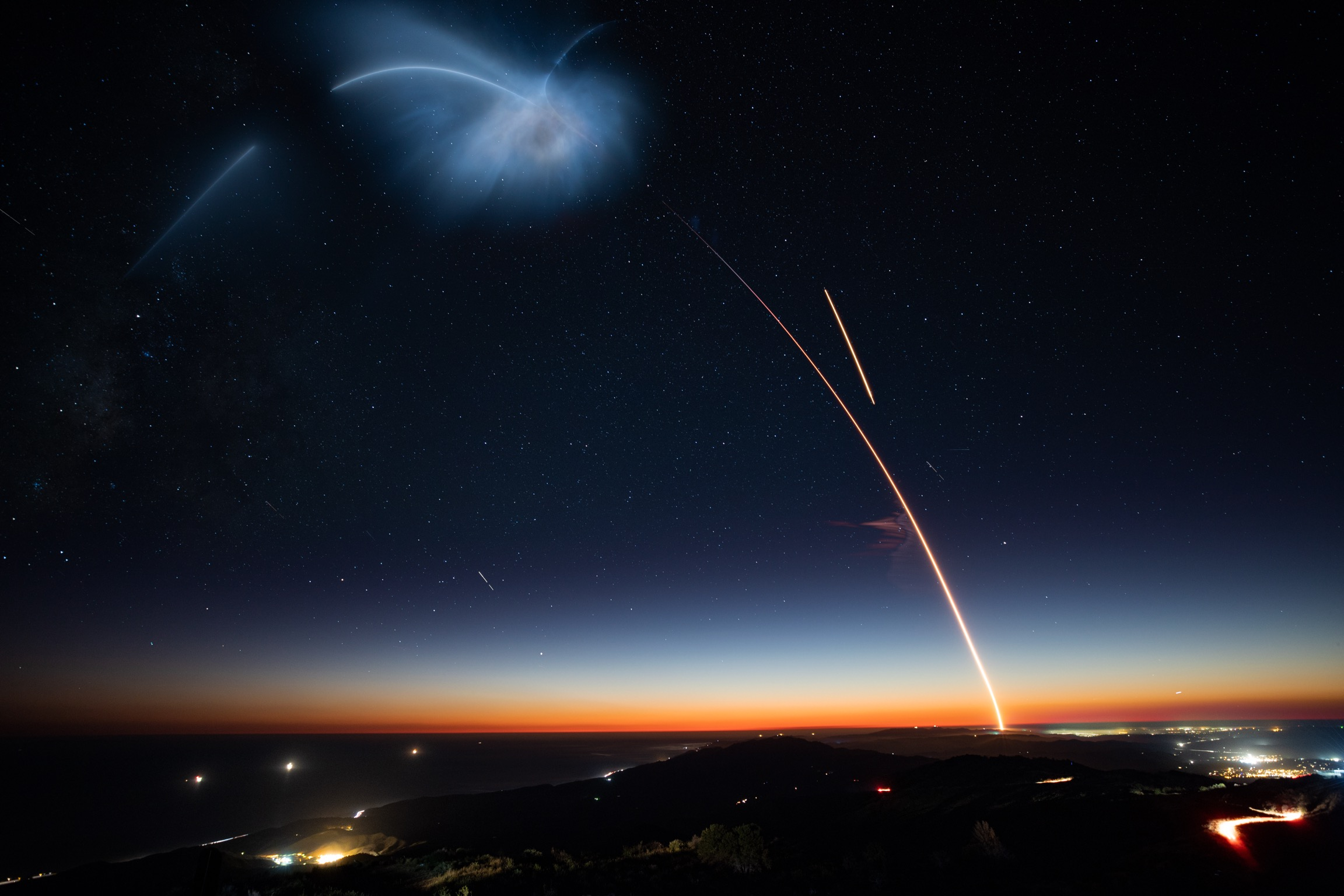
Lanzamiento del SAOCOM 1A desde la Base Vandenberg, 7 de octubre de 2018.
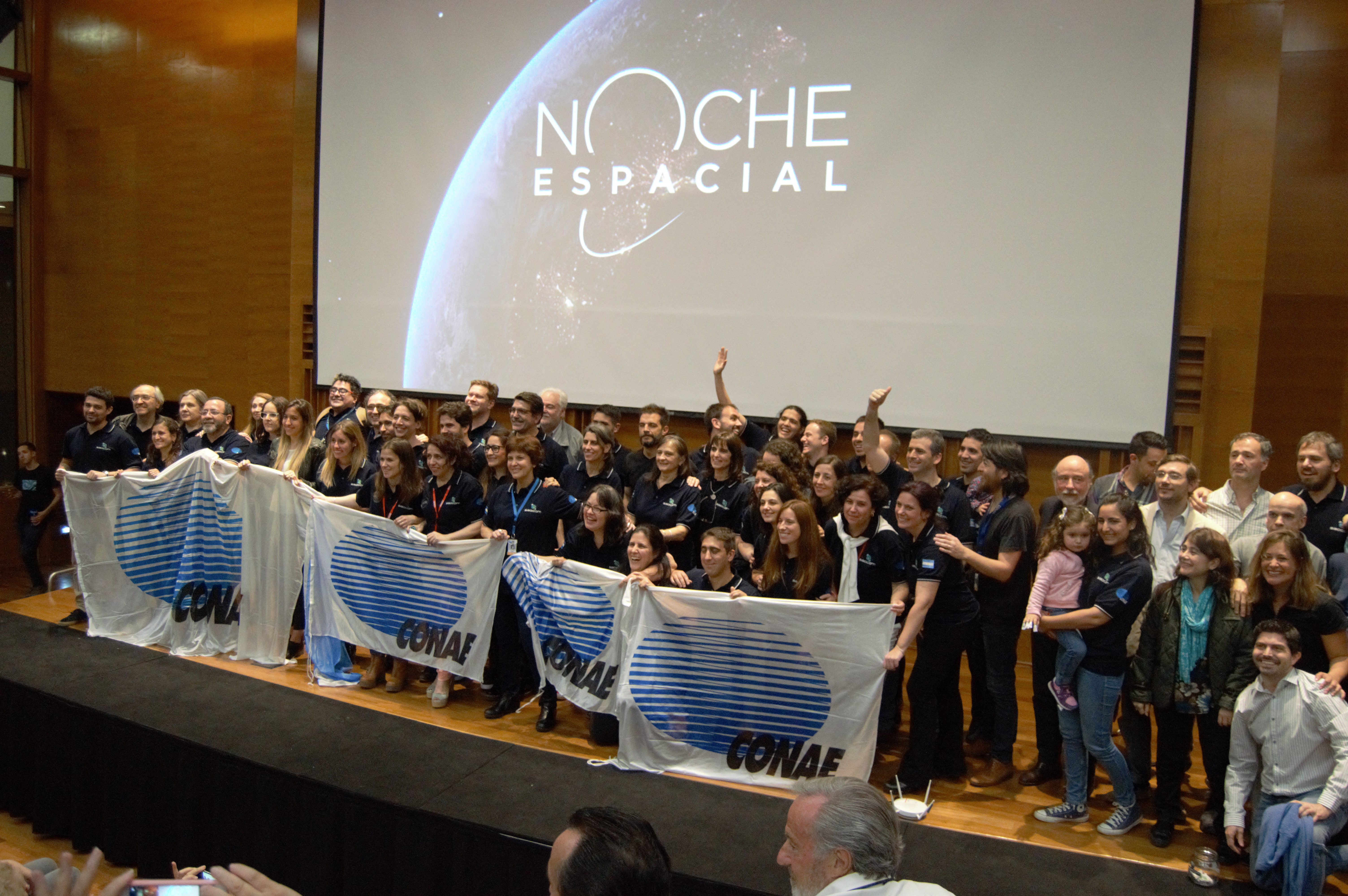
Ingenieros de CONAE y VENG celebran el exitoso lanzamiento, 7 de octubre de 2018.
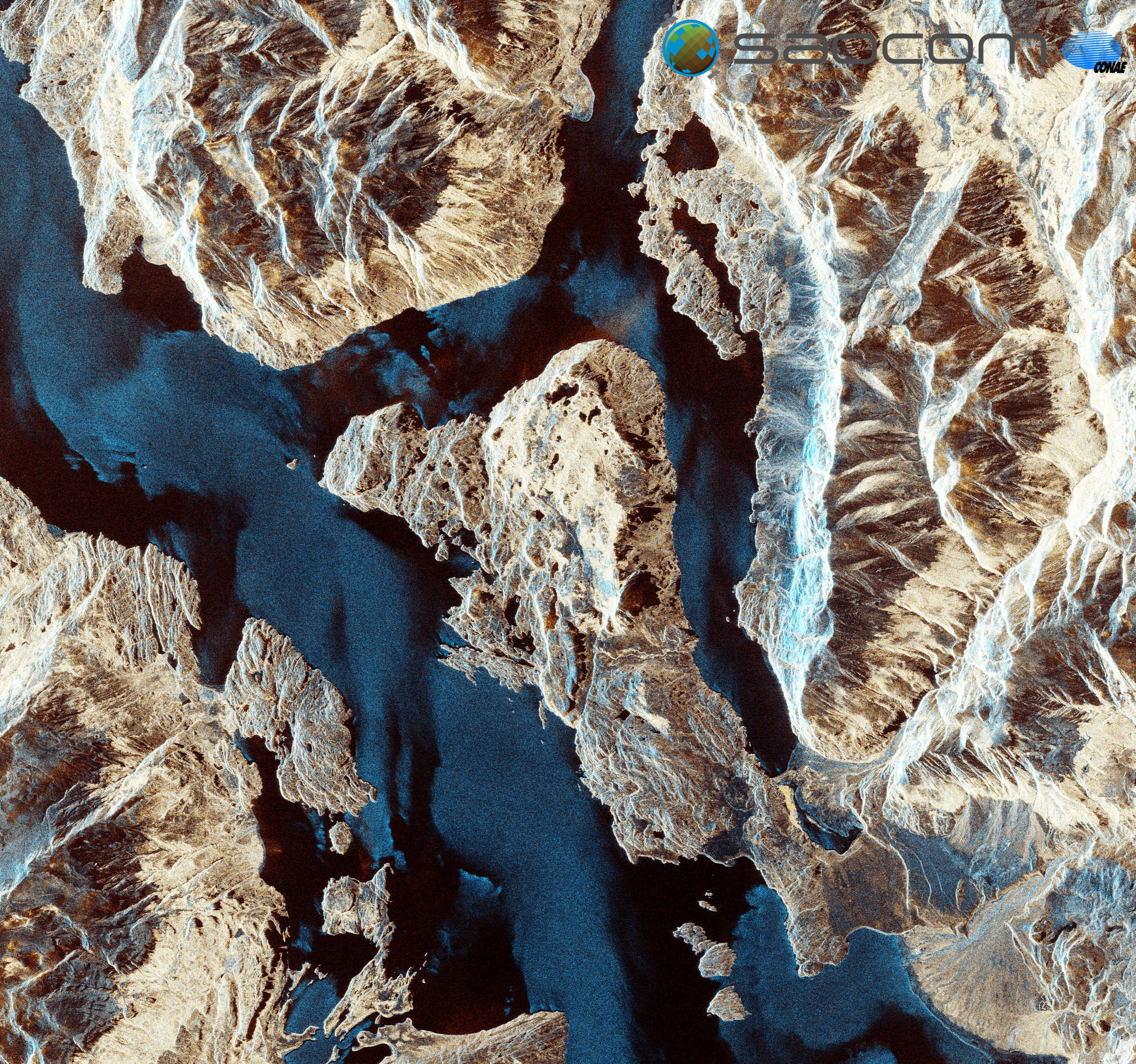
Primera imagen tomada por el SAOCOM 1A, sobre el Lago O'Higgins/San Martín, 25 de octubre de 2018.
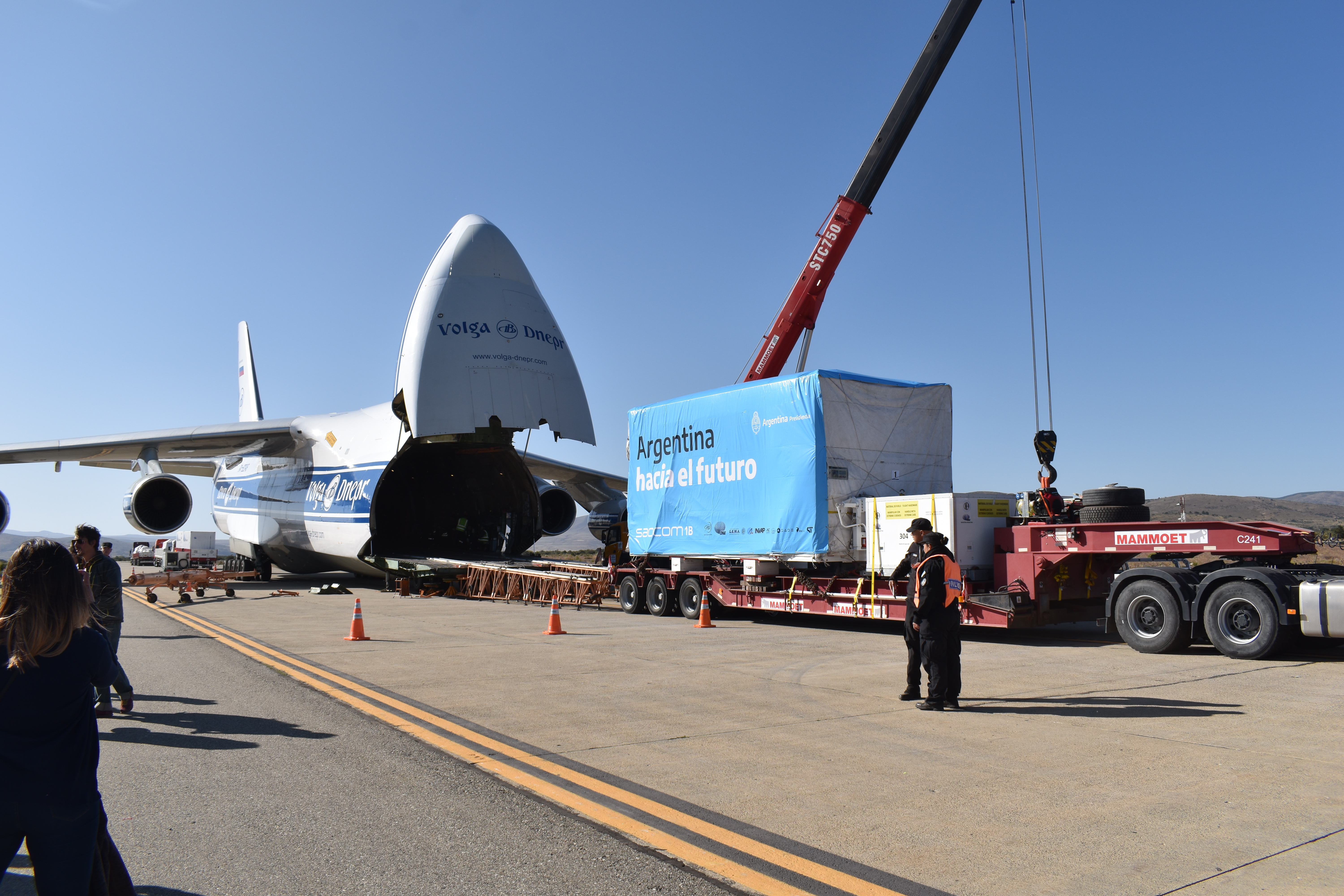
SAOCOM 1B siendo cargado en el interior del AN-124-100, 21 de febrero de 2020.
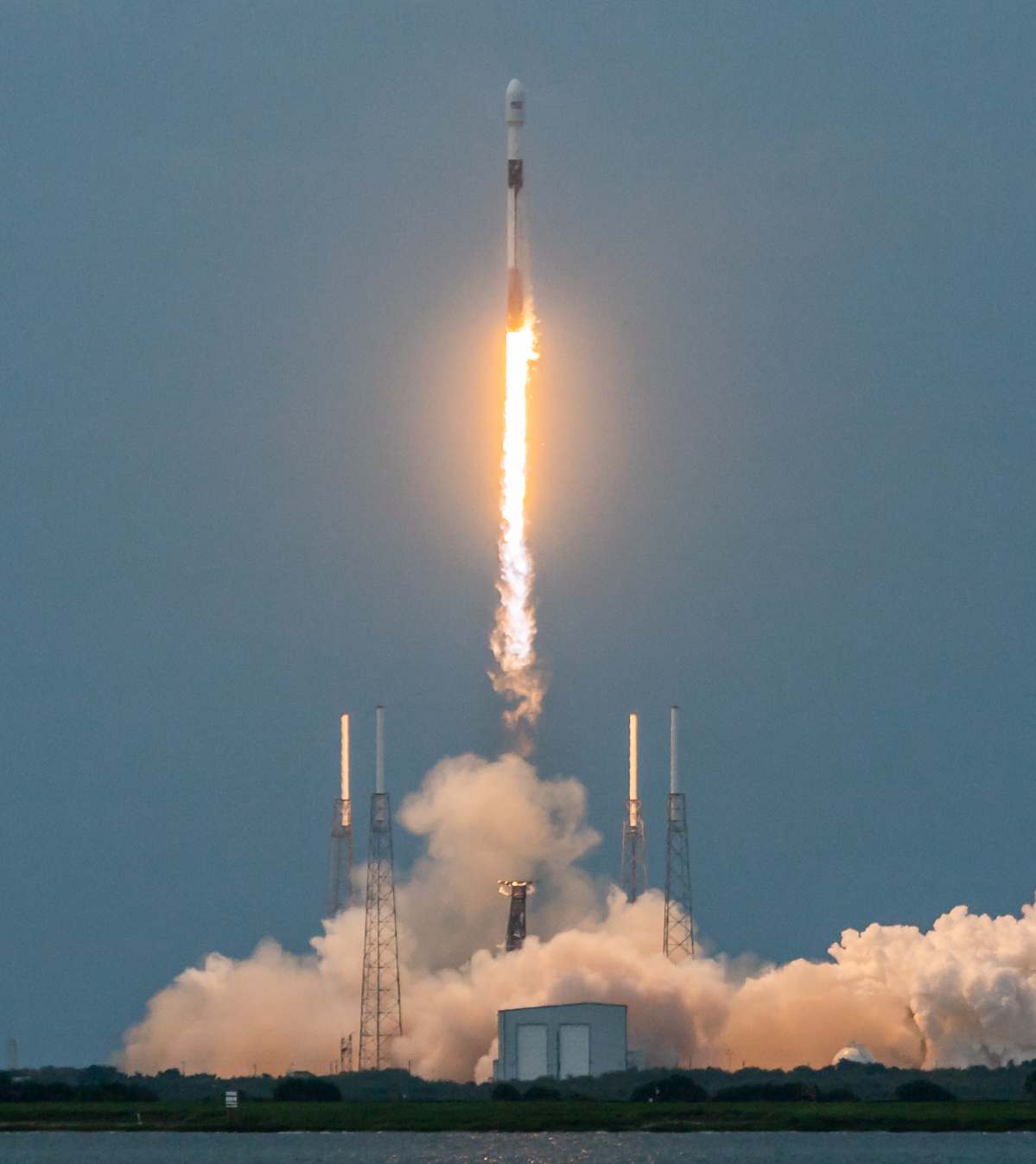
Lanzamiento del SAOCOM 1B, 30 de agosto de 2020.